# Panaspis namibiana
Panaspis namibiana är en ödla i familjen skinkar som förekommer i Namibia. Före 2018 infogades populationen i Panaspis wahlbergi.
Arten lever i låglandet och i bergstrakter i centrala och norra Namibia. Den vistas i regioner som ligger 650 till 1600 meter över havet. Exemplaren är aktiva på dagen och de lever i torra savanner med några trädgrupper. De gömmer sig ofta i lövskiktet.
Ödlan har i motsats till andra släktmedlemmar ingen vit strimma på buken. Det finns inte heller ljusa punkter på axlarna.
För beståndet är inga hot kända och hela populationen bedöms som stabil. IUCN listar arten som livskraftig (LC).